# Paulo Coelho
Paulo Coelho (IPA: [ˈpawlu koˈeʎu]; Rio de Janeiro, 1947. augusztus 24. –) brazil író, az ENSZ békenagykövete.

## Életpályája
Paulo Coelho Brazíliában, Rio de Janeiróban született. Jezsuita iskolában tanult, s már fiatal korában írói pályára készült. Mikor ezt édesanyja tudtára adta, ő azt mondta neki: „Drágám, apád mérnök. Egy felelősségteljes ember, tiszta rálátással a világra. Tudod te, tulajdonképpen mit jelent írónak lenni?” Kutatásai után Coelho az alábbi következtetésre jutott: az írók „mindig szemüvegesek és soha nem fésülködnek” és „küldetésük van és saját generációjuk soha nem értheti meg őket”.
Coelho magába fordulása és ellenállása, hogy saját útját járhassa, arra késztette szüleit, hogy elmegyógyintézetbe vigyék fiukat, akit háromszori szökési kísérlet után 20 éves korában engedtek ki. Coelho később azt nyilatkozta: „Nem azért tették, mert bántani akartak, de nem tudták, mit tegyenek… Nem akartak tönkretenni, azért tették, hogy megmentsenek.”
Fiatalkori lázadásából kifolyólag hippi lett. Eleinte dalszövegeket írt, majd újságíróként dolgozott. 25 éves korától kezdve tanulmányozta a mágiát és az okkultizmust (természetfölötti jelenségek tana). Gyalog megtette a 830 kilométeres zarándokutat Santiago de Compostelába. Ennek emlékére írta meg az Egy mágus naplója című regényét, amely nagy sikert aratott Brazíliában. 1999 márciusában a világ legtöbbet olvasott írójának minősítették a francia Lyre magazin alapján.
Az 1979-es iszlám forradalom óta ő az első nem-muszlim vallású ember, akit meghívtak Iránba egy vallási eszmecserére. 2002-től a brazil írói akadémia tagja. Művei mintegy 140 országban, 56 nyelven, több mint 45 millió példányban fogytak el. 2014 augusztusában már több mint 22 millió rajongója van a Facebookon.
Regényeiben jelen van a vallás, a misztika, a szerelem, a nehéz döntések, a kétségbeesett érzelmek és a tragikus emberi sorsok ábrázolása. „Könyvei döntő hatással voltak emberek millióinak életére” (The New York Times)
Magyarországon az Athenaeum Kiadó adja ki a könyveit, az eladási statisztikák szerint ő számít Magyarországon az elmúlt 15 év legnépszerűbb külföldi szerzőjének.[forrás?]
2005-ben a Budapesti Nemzetközi Könyvfesztivál keretében vehette át a Budapest Nagydíjat.

## Stílusa
Coelho napjaink legnépszerűbb írói közé tartozik, amit jórészt mondanivalójával és gördülékeny stílusával ért el. Előszeretettel ír spirituális utazásokról, gyakran boncolgatja az emberi lelket, megpróbálja elemezni, miként juthat el az egyén a boldogsághoz. Teszi mindezt úgy, hogy a gyakran sablonos mondatpaneleket vallásos-misztikus témával tölti fel. A vallásban és miszticizmusban nem ragaszkodik egy irányzathoz, hanem a vallási pluralizmust, vallási szinkretizmust követi: felhasznál elemeket a kereszténységből, az iszlámból, a buddhizmusból, a taoizmusból, de gyakran merít a természetvallásokból is.
Utóbbi műveiben előszeretettel merít a családi témákból, élethűen ábrázolja a házasságtörés metodikáját.

## Kötetei

### Magyarul megjelent
- Egy mágus naplója (O diário de um mago, 1987); ford. Palkó Katalin; Édesvíz, Bp., 1993; Más címen megjelent: A zarándoklat, ford. Palkó Katalin; Athenaeum, Bp., 2005
- Az ötödik hegy (O Monte Cinco, 1996); ford. Lukács Laura; Magyar Könyvklub, Bp., 1998; más kiadó által is megjelentett: Az ötödik hegy, ford. Nagy Viktória; Athenaeum, Bp., 2017
- Az alkimista (O Alquimista, 1988); ford. Piros Ákos, Simkó György; Eri, Bp., 1999
- Veronika meg akar halni (Veronika decide morrer, 1998); ford. Nagy Viktória; Athenaeum 2000, Bp., 2001
- Az ördög és Prym kisasszony (O demônio e a Srta Prym, 2000); ford. Nagy Viktória; Athenaeum 2000, Bp., 2002
- A Piedra folyó partján ültem, és sírtam (Na margem do rio Piedra eu sentei e chorei, 1994); ford. Nagy Viktória; Athenaeum 2000, Bp., 2003
- Tizenegy perc (Onze minutos, 2003); ford. Nagy Viktória; Athenaeum 2000, Bp., 2004
- A Zahir (O Zahir, 2005); ford. Nagy Viktória; Athenaeum 2000, Bp., 2005
- A portobellói boszorkány (A Bruxa de Portobello, 2006); ford. Nagy Viktória; Athenaeum, Bp., 2007
- A fény harcosának kézikönyve (O manual do guerreiro da luz, 1997); ford. Nagy Viktória; Athenaeum, Bp., 2008
- Élet. Válogatott idézetek (Vida. Citações selecionadas, 2004); Alexandra, Pécs, 2008
- Szerelem. Válogatott idézetek; Alexandra, Pécs, 2009
- A győztes egyedül van (O vencedor está só, 2009); ford. Nagy Viktória; Athenaeum, Bp., 2009
- Brida (Brida, 1990); ford. Nagy Viktória; Athenaeum, Bp., 2010
- Alef (O Aleph, 2010); ford. Nagy Viktória; Athenaeum, Bp., 2011
- Mint az áradó folyó (Ser como um rio que flui, 2012); ford. Nagy Viktória; Athenaeum, Bp., 2012
- Az accrai kézirat (Manuscrito encontrado em Accra, 2013); ford. Nagy Viktória; Athenaeum, Bp., 2013
- Házasságtörés (Adultério, 2014); ford. Nagy Viktória; Athenaeum, Bp., 2014
- A kém. Regény (A Espiã, 2016); Athenaeum, Bp., 2016
- Hippi (Hippie); ford. Nagy Viktória; Athenaeum, Bp., 2018
- Az íjász; ford. Nagy Viktória; Athenaeum, Bp., 2021

##### További naptárak magyarul megjelentek Coelho idézeteivel
- 2018 - Szabadság
- 2019 - Utak
- 2020 - Titkok
- 2021 - Találkozások
- 2022 - Egyszerűség

### Magyarul megjelent kötetei eredeti megjelenés szerint
| Év   | Magyar címe                            | Portugál címe                              |
| ---- | -------------------------------------- | ------------------------------------------ |
| 1987 | A zarándoklat                          | O Diário de um Mago                        |
| 1988 | Az alkimista                           | O Alquimista                               |
| 1990 | Brida                                  | Brida                                      |
| 1994 | A Piedra folyó partján ültem és sírtam | Na margem do rio Piedra eu sentei e chorei |
| 1996 | Az Ötödik hegy                         | O Monte Cinco                              |
| 1997 | A fény harcosának kézikönyve           | Manual do guerreiro da luz                 |
| 1998 | Veronika meg akar halni                | Veronika decide morrer                     |
| 2000 | Az ördög és Prym kisasszony            | O Demônio e a Srta. Prym                   |
| 2003 | Tizenegy perc                          | Onze Minutos                               |
| 2004 | Élet                                   | Vida                                       |
| 2005 | A Zahir                                | O Zahir                                    |
| 2006 | Mint az áradó folyó                    | Ser Como o Rio que Flui                    |
| 2006 | A portobellói boszorkány               | A Bruxa de Portobello                      |
| 2008 | A győztes egyedül van                  | O vencedor está só                         |
| 2009 | Szerelem                               | Amor                                       |
| 2010 | Alef                                   | Aleph                                      |
| 2012 | Az accrai kézirat                      | Manuscrito Encontrado em Accra             |
| 2014 | Házasságtörés                          | Adultério                                  |
| 2016 | A kém                                  | A Espiã                                    |
| 2018 | Hippi                                  | Hippie                                     |
| 2020 | Az íjász                               | O Caminho do Arco                          |

### További (magyarul meg nem jelent) művei
| Év   | Magyar címe                         | Portugál címe                       |
| ---- | ----------------------------------- | ----------------------------------- |
| 1974 | Kring-há testamentuma               | O Manifesto de Krig-há              |
| 1974 | Az oktatás színháza                 | Teatro da Educação                  |
| 1982 | Pokol-archívum                      | Arquivos do Inferno                 |
| 1986 | A vámpírizmus gyakorlati kézikönyve | O Manual Prático do Vampirismo      |
| 1991 | A legnagyobb ajándék                | O Dom Supremo                       |
| 1992 | A valkűrök                          | As valkírias                        |
| 1994 | Maktub                              | Maktub                              |
| 1997 | Szerelmeslevelek egy prófétától     | Letras do amor de um profeta        |
| 1998 | Összegző szavak                     | Palavras essenciais                 |
| 2001 | Apák, fiúk és unokák                | Histórias para pais, filhos e netos |
| 2004 | A dzsinn és a rózsák                | O Gênio e as Rosas                  |
| 2004 | Utazások                            | Viagens                             |
| 2005 | Feltámadt utak                      | Caminhos Recolhidos                 |
| 2011 | Mesék                               | Fábulas                             |

## Díjai
- Bambi (Németország, 2002)
- Kulturális dialógus (átadja a budapesti klub, Németország, 2001)
- Huszonharmadik nemzetközi díj (Olaszország, 2001)
- Kristálytükör-díj (Lengyelország, 2000)
- Francia Köztársaság Becsületrendjének lovagja (Franciaország, 2000)
- Galícia díja (Spanyolország, 1999)
- A Rio Branco-rend hordozója (Brazília, 1998)
- Arany besztszeller (Jugoszlávia, 1995, 1996, 1997, 1998, 1999, 2000, 2002)
- A nemzetközi Flaiano díj (Olaszország, 1996)
- A művészet és irodalom lovagja (Franciaország, 1996)